# Такадая Кахэй

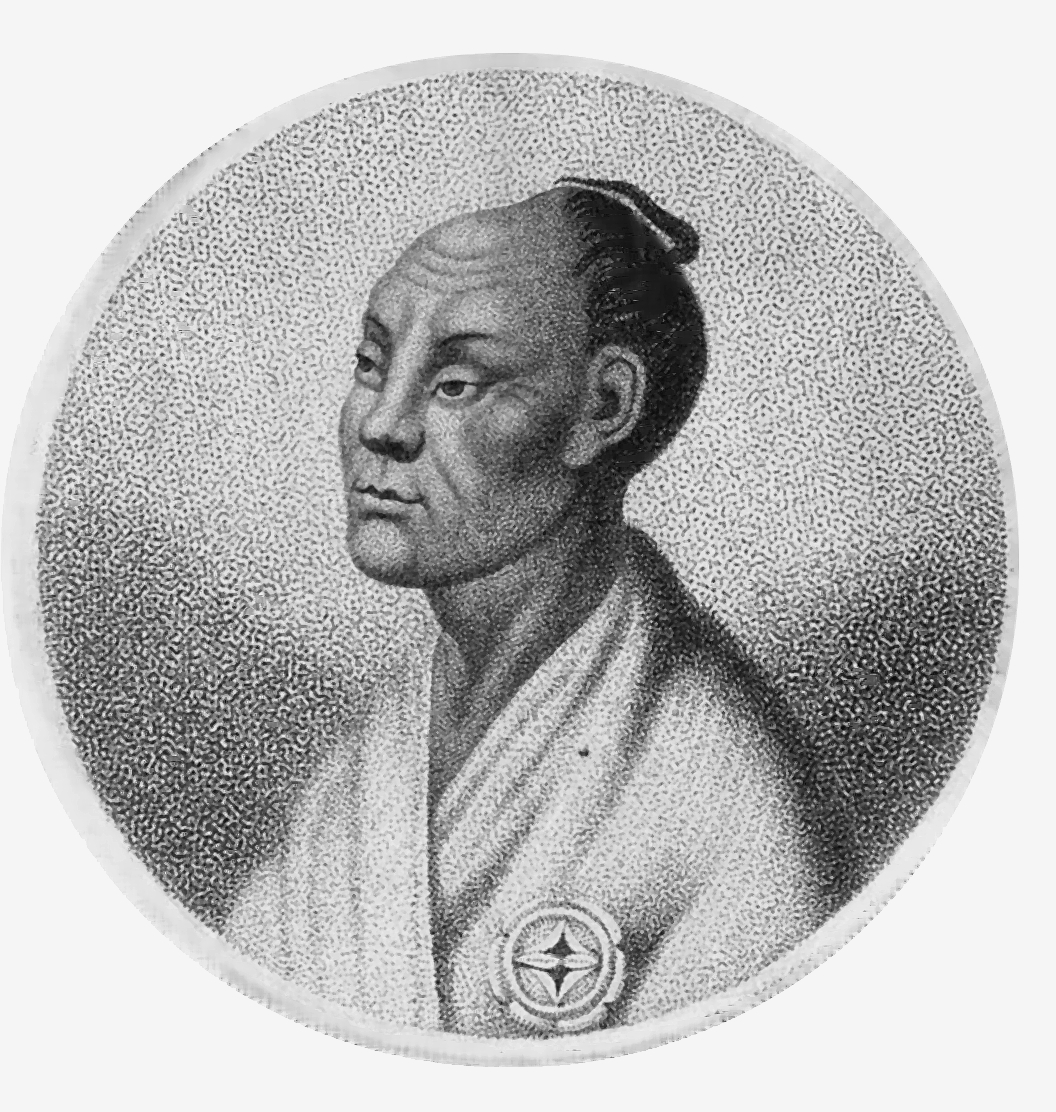
Такадая Кахэй на рисунке члена экспедиции Головнина (1813)

Такадая Кахэй (яп. 高田屋 嘉兵衛 Такадая Кахэ:, 7 февраля 1769 — 30 апреля 1827) — японский коммерсант, благодаря которому маленькое торговое поселение на северном японском острове Хоккайдо превратилось в процветающий город Хакодате. В Японии он также официально признан открывателем северного морского пути к рыбным промыслам у берегов Курильских островов.

## Биография
Родился в 1769 году в маленьком городке Госики на острове Авадзи в небогатой крестьянской семье, но с ранних лет мечтал о море. В 13 лет он покинул родные места, работал матросом в городе Кобе на острове Хонсю. Скопив деньги, он купил своё торговое судно и летом 1796 года отправился на нём в Хакодате. Он основал свой бизнес в этом городе, который в то время был маленьким торговым поселением.
Он быстро разбогател благодаря торговле, импортируя саке, соль, рис и другие продукты питания в Эдзо (так называлась японская часть острова Хоккайдо) и экспортируя сельдь, лосося и ламинарию на Хонсю. Позднее он развил торговые пути к Курильским островам и управлял многими рыбными промыслами вокруг Немуро, города на восточном побережье Хоккайдо.
Именно на судне, которым владел Такадая Кахей («Син эцу Мару»), на рубеже XVIII-XIX веков прибыли на Итуруп посланцы Японской империи Морисигэ Кондо (Кондо Зюузоо) и Ямада Рихеи (Ямада Рихей) и уничтожили поставленные русскими кресты, установив столб с надписью: «Эторофу — владение великой Японии». На севере Итурупа, в селении Оито (ныне урочище Осенний), они основали торговую контору, а Такадая Кохеи поставил храм.
Такадая Кахэй известен также благодаря его заслугам в развитии города Хакодате. Он ремонтировал улицы, обрабатывал землю и засаживал её деревьями для получения древесины. После опустошительного пожара в 1806 году он обеспечил пострадавших едой, одеждой и новым жилищем. Он также оплатил работы по выкапыванию нового колодца и подарил водяной насос для пожаротушения.
Такадая Кахэй приобрёл статус одного из наиболее знаменитых коммерсантов того времени благодаря его роли в Инциденте Головнина. В 1812 году во время разногласий о территориальных водах Курильских островов, его торговое судно «Кандзэ-Мару» было остановлено русским военным шлюпом под командованием Петра Рикорда в качестве репрессалии (в современной терминологии контрмеры) за захват японцами начальника русской гидрографической экспедиции Василия Головнина. Такадая Кахэй был увезен на Камчатку на несколько месяцев, где он помог Петру Рикорду выработать действенный план освобождения Головнина. В следующем году Рикорд отвёз его в своё отечество, а Кахэй способствовал осуществлению этого плана.
В пятидесятилетнем возрасте Такадая Кахэй передал свой процветающий бизнес младшему брату и возвратился в свои родные места на острове Авадзи. Умер он в 1827 году и похоронен по древним японским обычаям в труднодоступном месте на склоне горы. В его честь назван большой Парк Такадая Кахэя (яп. 高田屋嘉兵衛公園) в окрестности города Сумото, в котором находится мемориал Нанохана Холл (яп. 菜の花ホール), объединяющий функции архива, музея и выставочного комплекса.

## Память
Жизнь и деятельность Такадая Кахэя описана в романе классика японской литературы Рётаро Сибы «На-но хана-но оки» (яп. 菜の花の沖, «Открытое море перед рапсовым полем»). Этот роман в Японии очень популярен, по нему осуществлены многие театральные постановки и снята одноименная телеэпопея. На русский язык не переведён.
Ежегодно в конце июля в Хакодате проходит фестиваль памяти Такадая Кахэя.
В знак признания заслуг Такадая Кахэя в мирном разрешении Инцидента Головнина и создании важного прецедента решения сложных межгосударственных конфликтов на основе дружеских отношений и взаимного доверия одна из горных вершин на Камчатке получила название Скала Кахея (Кахэя). В совокупности с горой Головнина и горой Рикорда они образуют так называемые «вершины русско-японской дружбы» в природном парке Налычево.